# Вининген
Вининген (њем. Winningen) општина је у њемачкој савезној држави Рајна-Палатинат. Једно је од 86 општинских средишта округа Мајен-Кобленц. Према процјени из 2010. у општини је живјело 2.433 становника. Посједује регионалну шифру (AGS) 7137230.

## Географски и демографски подаци
Вининген се налази у савезној држави Рајна-Палатинат у округу Мајен-Кобленц. Општина се налази на надморској висини од 79 метара. Површина општине износи 6,7 km². У самом мјесту је, према процјени из 2010. године, живјело 2.433 становника. Просјечна густина становништва износи 365 становника/km².